# Roberto Rivas
Roberto Rivas (* 17. Juli 1941 in Soyapango, San Salvador; † 1972), auch bekannt unter seinem Spitznamen „burra“ (dt. Esel), war ein salvadorianischer Fußballspieler auf der Position eines Verteidigers.

## Leben
Roberto Rivas stand während der gesamten 1960er-Jahre beim Alianza FC unter Vertrag, mit dem er in den Spielzeiten 1965/66 und 1966/67 zweimal in Folge die salvadorianische Fußballmeisterschaft gewann und 1967 als erster salvadorianischer Verein im CONCACAF Champions’ Cup triumphierte.
1968 wurde Rivas in die salvadorianische Olympiaauswahl berufen, die beim olympischen Fußballturnier 1968 in Mexiko spielte.
Anschließend wurde Rivas auch in den salvadorianischen Kader bei der Fußball-Weltmeisterschaft 1970 in Mexiko berufen, bei der er alle 3 Vorrundenspiele für sein Heimatland bestritt. Insgesamt bestritt er für die salvadorianische Fußballnationalmannschaft insgesamt 30 Spiele.
Nur 2 Jahre nach der WM 1970 verstarb Rivas durch ungeklärte Umstände; entweder infolge eines Unfalls oder durch Selbstmord. Seither wird seine Trikotnummer 2 bei seinem langjährigen Verein Alianza FC nicht mehr vergeben.